# Роґожево
Роґожево (пол. Rogożewo, нім. Hornau) — село в Польщі, у гміні Ютросін Равицького повіту Великопольського воєводства.
Населення — 406 осіб (2011).
У 1975-1998 роках село належало до Лешненського воєводства.

## Демографія
Демографічна структура станом на 31 березня 2011 року:
|          | Загалом | Допрацездатний вік | Працездатний вік | Постпрацездатний вік |
| -------- | ------- | ------------------ | ---------------- | -------------------- |
| Чоловіки | 216     | 57                 | 144              | 15                   |
| Жінки    | 190     | 41                 | 114              | 35                   |
| Разом    | 406     | 98                 | 258              | 50                   |